# Trichothurgus wagenknechti
Trichothurgus wagenknechti is een vliesvleugelig insect uit de familie Megachilidae. De wetenschappelijke naam van de soort is voor het eerst geldig gepubliceerd in 1949 door Moure.